# Dina (cantante)
Dina, pseudonimo di Caroline Lillian Kongerud (Oslo, 1º agosto 1985), è una cantante norvegese.

## Biografia
Ha frequentato la scuola superiore Lambertseter a Oslo, trascorrendo un anno negli Stati Uniti per uno scambio. Ha coltivato la passione per la musica studiando canto lirico all'istituto Barratt Due nella capitale norvegese. Nel 2003 è risultata una delle finaliste al concorso di bellezza Miss Norvegia.
Ha iniziato a scrivere le sue canzoni nel 2000, sia in inglese che in norvegese. È stata successivamente scoperta e lanciata dal popolare cantante Jahn Taigen, grazie al quale ha firmato un contratto con l'etichetta discografica Tribe Records.
Il singolo di debutto di Dina, Bli hos meg, è uscito all'inizio del 2003 ed è stato un tormentone estivo in Norvegia quell'anno, raggiungendo il primo posto in classifica e mantenendo la posizione per tre settimane non consecutive. Il singolo ha trascorso 21 settimane nella top 20 norvegese, il periodo più lungo per qualsiasi canzone nel 2003. Ha seguito nell'autunno dello stesso anno il secondo singolo, For evig min, che ha raggiunto la quarta posizione in classifica e ha anticipato l'album di debutto della cantante, intitolato Dina. Uscito a novembre, il disco ha raggiunto il diciottesimo posto nella classifica settimanale degli album più venduti in Norvegia. Un terzo singolo estratto da Dina, Fri meg nå, è uscito nei negozi a marzo 2004.
A maggio 2004 Dina ha lanciato un nuovo singolo inedito, Besatt, che non ha tuttavia ottenuto successo commerciale. Un quinto singolo, intitolato Hvis..., è stato messo in commercio a gennaio dell'anno successivo, arrivando al quinto posto in classifica e passando 13 settimane nella top 20. L'ultimo singolo pubblicato da Dina, intitolato En sommernatts drøm, ha raggiunto la diciassettesima posizione nell'estate del 2005. Nel 2006 la cantante ha partecipato alla prima edizione di Skal vi danse?, la versione norvegese del format Strictly Come Dancing.
Ha studiato legge all'Università di Oslo, laureandosi nel 2010. Ha quindi iniziato a lavorare come avvocato presso il Ministero del Governo Locale e dello Sviluppo Regionale, pur continuando occasionalmente a tenere esibizioni musicali. Nel 2016 è stata pubblicata una nuova versione del suo più grande successo, Bli hos meg.

## Discografia

### Album in studio
- 2003 – Dina

### Singoli
- 2003 – Bli hos meg
- 2003 – For evig min
- 2004 – Fri meg nå
- 2004 – Besatt
- 2005 – Hvis...
- 2005 – En sommernatts drøm